# Danileigh
Даніель Лі Куріель (нар. 20 грудня 1994 (30 років) , Маямі ), відома як Danileigh — домінікано-американська співачка, танцюристка, реперка та хореографка.
Куріель розпочала кар'єру, виступаючи спочатку резервною танцюристкою та публікуючи кавери популярних пісень на YouTube. Згодом переїхала до Лос-Анджелеса, де почала танцювати з іншими артистами. Зробила кар'єрний прорив після роботи з Прінсом над музичним відеороликом до його синглу «Breakfast Can Wait». DaniLeigh підписана на Def Jam Records 2017 року, після цього випустила мікстейпи та сингли, починаючи з цього року.

## Раннє життя та початок кар'єри
Куріель народилася в Маямі, штат Флорида, у сім'ї домініканців. В юності була глибоко зацікавлена музикою. Міссі Еліот, Алія, Дрейк та Ріанна вплинули на її творчість найбільше. Вона почала танцювати у віці 12 років та співати — у 14. Спочатку була занадто сором'язлива, щоб співати перед іншими, поки не отримала позитивні відгуки про свою творчість. Дівчина опублікувала вокальні кавери на YouTube таких пісень, як «So Beautiful» Мушик Сулчилд, але її кар'єра офіційно не розпочалася, доки вона не переїхала до Лос-Анджелеса, де встановила зв'язки й стала резервною танцюристкою для таких артистів, як Фаррелл Вільямс і Неллі Фуртаду. Даніель також увійшла до складу поп-дуету Curly Fryz зі своєю колишньою найкращою подругою.

## Після 2013
Куріель звернула на себе увагу, коли у віці 18 років Прінс попросив її зняти відео на сингл «Breakfast Can Wait». Після вдалого відео він продовжував допомагати Даніель до 2016 року, аж поки не помер. Співачка випустила свій перший сингл «D.O.S.E» у 2015 році, але дебютною успішною її працею став сингл «Play», що вийшов у 2017.
Після підписання з Def Jam Records випустила свій перший мініальбом Summer with Friends у 2017 році, а потім — The Plan у 2018-му. Останній демонструє виступи реперів YG, Lil Yachty, Lil Baby та YBN Nahmir. Пізніше ще кілька синглів, такі як «Lil Bebe», який був реміксований із вокалом від Lil Baby та «Easy» за участю співу Кріса Брауна. Співачка також з'явилася в камео в музичному відеокліпі Megan Thee Stallion «Hot Girl Summer». Наприкінці 2019 року вона поставила хореографію для музичного кліпу Da Baby «BOP IN BROADWAY».

## Дискографія

### Мініальбоми
- Summer With Friends (2017)

### LP
- The Plan (2018)

### Сингли
- «D.O.S.E» (2015)
- «Play» (2017) (featuring Kap G)
- «Lil Bebe» (2018) (remix featuring Lil Baby)
- «Life» (2018)
- «Blue Chips» (2018)
- «No Limits» (2019)
- «Easy» (2019) (remix featuring Chris Brown)
- «Cravin» (2019) (featuring G-Eazy)